# Hausgeburt
Eine Hausgeburt ist eine Form der außerklinischen Geburt. Sie findet, im Gegensatz zu Geburten im Krankenhaus oder Geburtshaus, in einer Privatwohnung statt.

## Geschichte
Bis etwa Mitte des 20. Jahrhunderts waren Hausgeburten in allen Teilen der Welt die vorherrschende Geburtsform. Erst durch eine flächendeckende Versorgung mit Krankenhäusern und Krankenversicherungen entwickelte sich die klinische Geburt in Industriestaaten zur dominierenden Art der Entbindung, während in Entwicklungsländern auch gegenwärtig die Hausgeburt vorherrscht, nicht selten mangels Alternativen. In den USA fanden 1900 nur 5 % aller Geburten in Kliniken statt, 1939 bereits 50 %, 1960 quasi alle Geburten. Man ging davon aus, dass ein Krankenhaus größere Sicherheit und bessere Schmerzlinderung bot, und man wollte von der längeren Ruhezeit profitieren, die der stationäre Aufenthalt bot. In den Zwanzigern und Dreißigern des 20. Jahrhunderts waren Klinikgeburten nicht sicherer als Hausgeburten: Die Säuglingssterblichkeit aufgrund von fehlerhaft durchgeführten Operationen stieg um bis zu 50 %. Die Morbidität und Mortalität der Mütter wurde ebenfalls mit der steigenden Rate an Klinikgeburten in Verbindung gebracht. Es sollte dem entgegengewirkt werden durch größere Vorsicht vor Infektionen in den Kliniken. Mortalität und Morbidität verbesserten sich mit der Einführung von Antibiotika und durch die Durchführung von Kaiserschnitten anstelle von Geburtszangen-Extraktionen bei Komplikationen mit nicht vollständig eröffnetem Muttermund.
Ab der zweiten Hälfte des 20. Jahrhunderts galt eine Hausgeburt in vielen Industrieländern als exotisch und unvernünftig. Diese Einstellung hat sich zum Ende des vergangenen Jahrhunderts wieder gewandelt. Heutzutage liegt es in der Entscheidung der Mutter, welchen Ort der Geburt sie wählt. In einigen Ländern werden Hausgeburten staatlicherseits wieder gefördert, etwa in den Niederlanden. Dort liegt die Hausgeburtsrate bei etwa 30 %.
In Deutschland wurden 2012 von 675.944 Kindern 10.164 (geplant und ungeplant) außerklinisch geboren. Das entspricht einem Anteil von 1,5 Prozent. Die gesetzlichen Krankenkassen erstatteten je Hausgeburt durchschnittlich rund 1100 Euro Kosten.

## Geburtshilfliche Betreuung

### Hebammen
In der Regel werden Hausgeburten von einer verantwortlichen Hebamme begleitet. Die Kosten für diese Betreuung werden in Deutschland von allen Krankenkassen übernommen. Die regional und individuell variierende Rufbereitschaftspauschale, die von Hausgeburts- und Beleghebammen erhoben wird, ist von den Eltern zu entrichten. Einige private Versicherungsunternehmen zahlen Prämien an die betreffende Versicherungsnehmerin bei Hausgeburten aus; die Höhe der Prämie ist vom Unternehmen und der Art der Versicherung abhängig, deckt jedoch in der Regel den Bereitschaftspauschalbetrag.

### Ärzte
Hausärzte und Gynäkologen dürfen eine Hausgeburt betreuen, sind jedoch in Deutschland verpflichtet, eine Hebamme hinzuzuziehen. Auch diese Kosten werden von den Krankenkassen übernommen. In der Praxis kommt es nur sehr selten zur ärztlichen Betreuung einer Hausgeburt.

### Alleingeburt

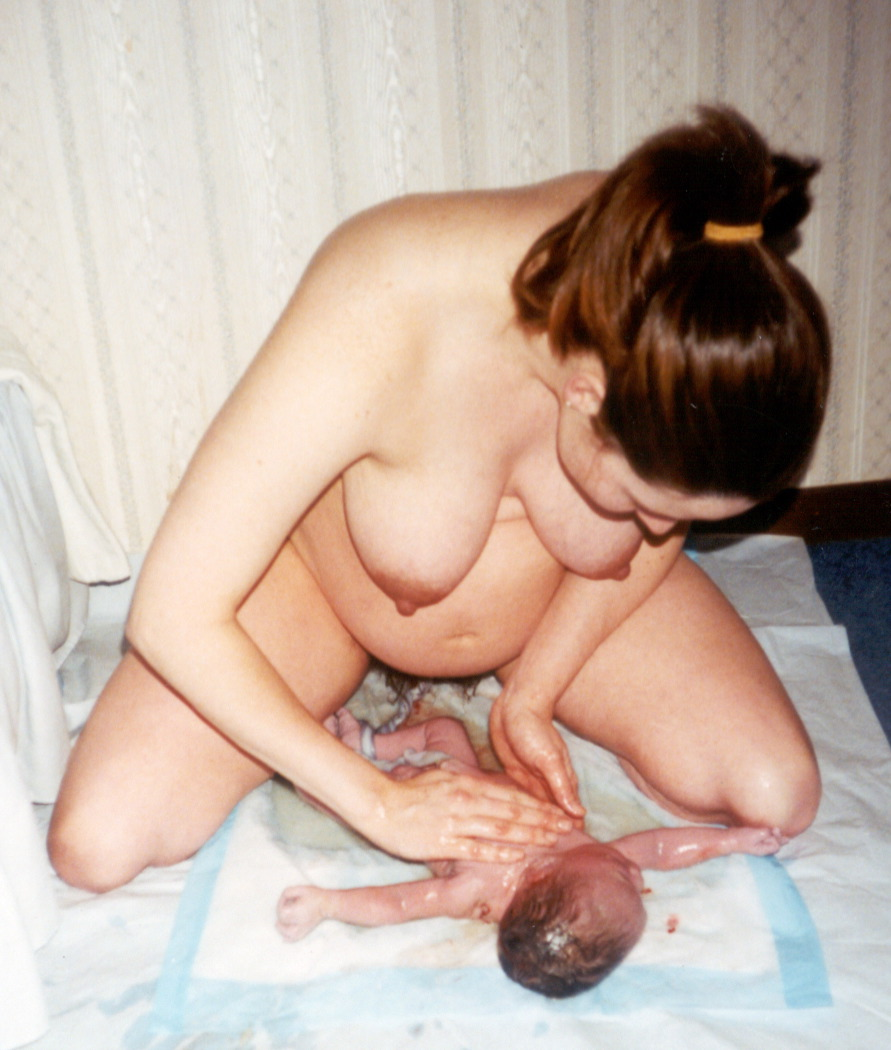
Eine Frau gebärt ein Kind zuhause.

Als unassisted childbirth (deutsch etwa: Alleingeburt) bezeichnet man eine Hausgeburt, bei der weder eine Hebamme noch sonstiges medizinisches Personal anwesend ist. Diese Form der Geburt ist in Deutschland relativ unbekannt und wird aufgrund der damit verbundenen Risiken kaum praktiziert. In Österreich besteht die Pflicht, bei der Geburt eine Hebamme hinzuzuziehen. In Deutschland ist es einer Schwangeren zwar grundsätzlich erlaubt, ohne Inanspruchnahme professioneller Hilfe zu gebären. Sollte das Kind jedoch unter der Geburt Schaden erleiden, den eine Hebamme hätte verhindern können, macht sich die Mutter unter Umständen der fahrlässigen Körperverletzung oder gar fahrlässigen Tötung (§§ 222 und 229 StGB) schuldig.

## Voraussetzungen

### Rechtliche Verantwortung
Ob für eine Schwangere die Möglichkeit einer Hausgeburt in Betracht kommt, liegt vor allem im Ermessen der begleitenden Hebamme. Eine Schwangere kann auch einen Gynäkologen um seine Meinung bitten, ist ihm aber über die Wahl ihres Geburtswunsches keine Rechenschaft schuldig. Der Gynäkologe trägt für die Wahl des Geburtsortes keine Verantwortung.

### Ausschlusskriterien
Ausschlusskriterien für eine Hausgeburt liegen vor, wenn eine Spontangeburt nicht möglich oder mit besonders hohen Risiken behaftet ist. Hierzu gehören Lageanomalien des Kindes wie die Querlage, Anomalien in Funktion und Lage des Mutterkuchens wie eine Placenta praevia, aber auch Hinweise auf eine schwangerschaftsbedingte Erkrankung (Gestose) oder im Vorfeld diagnostizierte Organschäden des Kindes.
Auch Risikogeburten wie solchen bei Beckenendlage oder bei Mehrlingen sind Ausschlusskriterien für eine Hausgeburt. Sie dürfen in Deutschland aus versicherungsrechtlichen Gründen nicht von einer Hebamme zu Hause begleitet werden.

### Soziale Kriterien
Neben medizinischen Gesichtspunkten sind bei der Hausgeburt auch soziale Aspekte zu berücksichtigen. Fühlt sich die Schwangere durch ihr häusliches Umfeld belastet, zurückzuführen auf schlechte Hygieneverhältnisse, Lärm oder Familienstreitigkeiten, ergibt die Entscheidung für eine Hausgeburt wenig Sinn. Umgekehrt kann für eine Frau mit einer Krankenhausphobie oder aus Motiven der Selbstbestimmung und des Schutzes der Intimsphäre die Hausgeburt eine Alternative darstellen.

## Gründe, Möglichkeiten und Grenzen
Laut den Erhebungen der Gesellschaft für Qualität in der außerklinischen Geburtshilfe (QUAG) geben die meisten Frauen die Betreuung durch die ihnen vertraute Hebamme und die Möglichkeit der Selbstbestimmung als entscheidende Motivation zur Hausgeburt an. Die persönliche Umgebung und die ausschließliche Anwesenheit vertrauter und erwünschter Personen werden als weitere Gründe angeführt.
Eine Hausgeburt kann in Absprache mit der Hebamme individuell vorbereitet werden, so ist es beispielsweise möglich, den Intensitätsgrad der geburtshilflichen Betreuung mit der Hebamme abzusprechen und so einer Frau, die ihr Kind weitgehend ohne Hilfe bekommen möchte, eine Alternative zur Alleingeburt zu bieten. Geschwisterkinder können bei der Geburt zugegen sein oder Methoden wie die sanfte Geburt im Sinne von Frédérick Leboyer oder Michel Odent eine besondere Berücksichtigung finden.
Die QUAG verzeichnete 2006 bei 15,9 % der außerklinischen Geburten Wassergeburten. Wassergeburten sind zuhause auch in einer handelsüblichen Badewanne möglich. Um die Bequemlichkeit für die Gebärende und die Hebamme zu erhöhen, bietet ein Geburtspool eine geeignete Option. Solche Pools werden gemietet, gekauft oder von der Hebamme zur Verfügung gestellt.
Laut der US-Gesundheitsbehörde soll der Wasserschlauch zur Senkung der Gefahr einer Legionellen-Infektion vor Einlaufen des Wassers drei Minuten lang mit heißem Wasser gespült werden und sollen spezielle Wannen – keinesfalls ein Whirlpool – verwendet werden.
Die Anwendung starker Schmerzmittel oder Betäubungsverfahren wie der Pudendusblock oder die Periduralanästhesie sind im Rahmen einer Hausgeburt nicht einsetzbar, sie werden aufgrund der besonderen Situation der Hausgeburt aber auch nur selten verlangt. Eine Schmerzlinderung kann durch Verfahren wie Atemtechniken und Entspannungsbäder probiert werden. Auch alternativmedizinische Behandlungsformen wie Homöopathie oder Akupunktur kommen zur Anwendung.

## Sicherheit

### Metaanalysen und systematische Übersichtsarbeiten
Die Sicherheit von Hausgeburten wird nach wie vor kontrovers diskutiert. Ein Review, der im Jahr 2014 im Journal of Medical Ethics erschien, wertete 12 publizierte Studien, in denen 500.000 geplante Hausgeburten mit niedrigem Risiko erfasst wurden, aus. Die Autoren berichteten eine 3-fach höhere Mortalität bei Hausgeburten im Vergleich zu Klinikgeburten sowie schlechtere Apgar-Scores und eine verzögerte Diagnose von Hypoxie, Azidose und Asphyxie im hausgeburtlichen Setting. Der Review kam weiterhin zu dem Schluss, dass Kaiserschnitte bei geplanten Hausgeburten seltener auftraten.
Die größte Studie zu dem Thema wurde im Oktober 2013 im American Journal of Obstetrics and Gynecology publiziert. In ihr wurden die Daten von 13 Millionen Geburten ausgewertet. Die Studie ergab, dass Neugeborene nach einer Hausgeburt ein 10-fach erhöhtes Risiko für einen Apgar-Score von 0 nach 5 Minuten und ein 4-fach erhöhtes Risiko für Neugeborenenkrämpfe und neurologische Dysfunktionen hatten. Bei Erstgeborenen war das Risiko eines Apgar-Scores von 0 nach einer Hausgeburt 14 mal höher als bei einer Klinikgeburt. Frank Chervenak, ein Autor der Studie, merkte dabei an, dass das tatsächliche Risiko von Hausgeburten bedingt durch das Studiendesign vermutlich noch höher liegen müsse, da in ein Krankenhaus verlegte Hausgeburten als Klinikgeburten ausgewertet wurden.
Eine Analyse der Cochrane Collaboration verglich 2013 geplante Haus- und Klinikgeburten für Frauen mit geringem Risiko. Die Daten ergaben, dass geplante Klinikgeburten nicht sicherer sind als geplante Hausgeburten, während es bei ersteren jedoch zu mehr Interventionen und Komplikationen kommt. Laut den Autoren wurden noch nicht ausreichend Studien von guter Qualität gefunden, um konkretere Aussagen treffen zu können. Die höhere Rate an Interventionen während Klinikgeburten führen Autoren der Cochrane Collaboration auch auf das größere Spektrum an medizinischen Möglichkeiten im Krankenhaus zurück, das, in Zusammenspiel mit Ungeduld, häufiger zu eskalierenden Maßnahmen führe. Dies wiederum könne neue Komplikationen hervorrufen.
Eine US-amerikanische Metaanalyse (2010) untersuchte 12 Beobachtungsstudien aus dem Zeitraum von 1976 bis 2006 mit Daten von 342.056 geplanten Haus- und 207.551 Klinikgeburten aus sieben westlichen Ländern. Sie kam zu dem Schluss, dass ein zwei- bis dreifach erhöhtes neonatales Sterberisiko (zwischen dem 7. bis zum 28. Tag nach der Geburt) bei durch eine Hausgeburt zur Welt gekommenen Kindern vorliegt. Das perinatale Sterberisiko (bis zum 7. Tag nach der Geburt) einer Hausgeburt gegenüber einer Krankenhausgeburt ist der Studie nach gleich, bedingt durch die Tatsache, dass Geburten, bei denen Komplikationen zu erwarten sind, generell geplant im Krankenhaus stattfinden. Die Autoren weisen jedoch darauf hin, dass bei einer Angleichung des Geburtsalters und des Geburtsgewichts der Hausgeburten ein erhöhtes Risiko auch in diesem Zeitraum auftritt, vor allem bei Fällen, welche doch noch in ein Krankenhaus verlegt werden mussten. Die Reaktionen auf diese Studie fielen sehr kritisch aus, da sie gegen international anerkannte Standards bei Metaanalysen verstoße. Sie enthalte numerische Fehler, unsachgemäßes Studiendesign und Methodologie (Einbeziehung und Ausschließung von Studien) und Verzerrung zitierter Arbeiten.
Mehrere Studien und Metaanalysen ergaben, dass insbesondere die Datenlage für Erstgebärende (Frauen bei der Geburt ihres ersten Kindes) ein schlechteres Outcome ergab als für Mehrgebärende (Frauen, die bereits geboren haben): Häufiger werden sie unter der Geburt in eine Klinik verlegt, bekommen mehr Interventionen (wie Dammschnitte) oder haben mehr sekundäre Kaiserschnitte als Mehrgebärende bei Hausgeburten; eine Studie bezeugt ein leicht schlechteres Outcome für Neugeborene bei Hausgeburten von Erstgebärenden. Ferner ergab sie für Schwangerschaften ohne Hinweis auf Komplikationen zu Beginn der Wehen für Hausgeburten insgesamt eine erhöhte Komplikationsrate beim Kind, die insbesondere bei Erstgebärenden erhöht war. Die WHO unterstützt außerklinische Geburten als eine Alternative für Frauen mit geringem Risiko.

### Deutschland
Die Gesellschaft für Qualität in der außerklinischen Geburtshilfe (QUAG) führt seit 2011 jährlich Erhebungen in Deutschland durch. Die Zahlen sind von Jahr zu Jahr leichten Schwankungen unterworfen, haben sich in den vergangenen Jahren aber nicht signifikant verändert. Daten für 2012 ergaben beispielsweise:
- von 10.734 dokumentierten außerklinischen Geburten waren 34,4 % Hausgeburten (Geburtshausgeburten, Arztpraxisgeburten u. a. ergeben die restlichen außerklinischen Geburten)
- 40,9 % Erstgebärende
- 90,8 % Spontangeburten;
2,7 % Zangen-/Saugglockengeburten;
6,6 % Kaiserschnitte (nach Verlegung in eine Klinik)
- 62,5 % Mit Schwangerschaftsbefund nach Risikokatalog A;
8,2 % mit Schwangerschaftsbefund nach Risikokatalog B
- 45,1 % aller Frauen mit vaginaler Geburt hatten keine Geburtsverletzung;
4,9 % aller Frauen mit vaginaler Geburt bekamen einen Dammschnitt;
1,1 % aller Frauen mit vaginaler Geburt hatten einen Dammriss III oder IV°
- 33,4 % ohne jegliche Interventionen;
23,7 % mit mäßigen Interventionen (Naturheilkunde, Massagen, Akupunktur usw.);
der Rest mit invasiven Interventionen (Dammschnitt, Medikamente inkl. Homöopathie, Eröffnung der Fruchtblase usw.)
- 11,2 % mit Verlegung in eine Klinik während der Geburt (Anteil bei Hausgeburten);
92,4 % aller Verlegungen fanden in Ruhe statt, in Eile 7,5 %
- 92,2 % aller Lebendgeborenen mit gutem oder sehr gutem Zustand
- 0,18 % kindliche Sterblichkeit
- Keine Mutter starb im Zusammenhang mit der Geburt.

Die Bundeszentrale für gesundheitliche Aufklärung schreibt: „Können alle absehbaren Komplikationen ausgeschlossen werden, ist nichts gegen eine Geburt in den eigenen vier Wänden einzuwenden.“
Die Deutsche Gesellschaft für Gynäkologie und Geburtshilfe (DGGG) und der Berufsverband der Frauenärzte (BVF) äußerten sich 2011 in einer Stellungnahme zur Sicherheit von Hausgeburten. Sie schreiben, „dass die größtmögliche Sicherheit für Mutter und Kind während der Geburt nur in einer Geburtsklinik gewährt werden kann, in der auf unvorhersehbare Notsituationen sofort und ohne zeitraubenden Transport der Gebärenden mit dem gesamten ärztlich sinnvollen Behandlungsspektrum reagiert werden kann“. Kritisiert wird vor allem die 10%ige Verlegungsrate unter der Geburt und die höhere perinatale Mortalität der Neugeborenen von 2,1 Kindern auf 1.000 Geburten gegenüber 1,3 Kindern auf 1.000 Geburten bei Geburten zwischen der 37. und 40. Schwangerschaftswoche. Sie berufen sich dabei auf eine britische Studie, die das Outcome bei Haus- und Klinikgeburten vergleicht.

### Schweiz
In einer im Dezember 1993 vorgestellten Studie des Schweizerischen Hebammenverbandes wurden innerhalb von vier Jahren 489 Frauen mit geplanter Hausgeburt und 385 Frauen mit geplanter Klinikgeburt untersucht. Beide Gruppen waren in Hinsicht auf Alter, Kinderzahl, soziale Schicht, Partnersituation, Gesundheitszustand, Geburtsrisikoeinschätzung und Nationalität vergleichbar.
Bei den Erstgebärenden wurden 25 % in ein Spital verlegt, bei den Zweit- und Drittgebärenden 4 %. Die Notfallverlegungen betrugen 4,1 % aller Hausgeburten. 38 % der Frauen mit Hausgeburt hatten keine Dammverletzungen, bei Frauen mit Klinikgeburt waren es 9 %. Weiterhin wurden bei den Hausgeburten deutlich weniger Geburtseinleitungen, Kaiserschnitte oder Vakuum- bzw. Zangenentbindungen durchgeführt und seltener wehenfördernde und schmerzstillende Medikamente verabreicht. Bei den Neugeborenen beider Gruppen wurden keine Unterschiede in den untersuchten Gesundheitsmerkmalen gefunden.

### Andere Länder
Niederlande: Den Niederlanden kommt eine besondere Stellung zu, da es hier eine Hausgeburtsrate von 30 % gibt – deutlich mehr als in jedem anderen Land des westlichen Kulturkreises. Eine 2009 veröffentlichte Studie aus den Niederlanden unter Frauen, denen im Vorfeld ein geringes Risiko für Geburtskomplikationen attestiert worden war, führt zu dem Ergebnis, dass eine geplante Hausgeburt ebenso sicher sei wie eine geplante Klinikgeburt, wobei in beiden Fällen die Aufsicht einer erfahrenen Hebamme vorausgesetzt wird. Zu beachten ist hier, dass Geburten, bei denen ein erhöhtes Komplikationsrisiko vorliegt, für gewöhnlich direkt geplant im Krankenhaus stattfinden. Aus diesem Grund werden in der erwähnten Studie Klinikgeburten von Frauen mit einem niedrigen Komplikationsrisiko mit entsprechenden Hausgeburten verglichen. Eine weitere Kohorten-Studie vergleicht mütterliches Outcome bei geringem Risiko: Sie litten bei Hausgeburten seltener an Morbidität, postpartalen Blutungen und es musste seltener manuell die Plazenta gelöst werden als in Kliniken. Auch hier wird der Wert von gut ausgebildeten Hebammen hervorgehoben sowie von eindeutiger Dokumentation und eines guten Systems von Verlegungs-Transporten. Die Aussagekraft der Arbeit wird laut dem britischen Gesundheitsdienst NHS jedoch dahingehend eingeschränkt, dass Mütter, die während oder vor der Hausgeburt Komplikationen hatten und in ein Krankenhaus verlegt werden mussten, nicht in die Auswertung einbezogen wurden. Ferner gibt es Hinweise auf eine mangelhafte Datenqualität.
Im Zeitraum von 1983 bis 1992 wurde bei einer sinkenden Hausgeburtsrate ein Anstieg der Müttersterblichkeit von 9,7 auf 12,1 pro 100.000 Lebendgeburten im Zeitraum von 1993 bis 2005 beobachtet. Im Vergleich mit anderen europäischen Ländern fällt auf, dass die Niederlande schlechtere Ergebnisse in der Perinatalstatistik haben. Euro-Peristat ist ein Projekt, das eine vergleichende Perinatalstatistik aller EU-Länder erhebt. In der Peristat-I-Studie (Europäischer perinataler Gesundheitsbericht 2004) hatten die Niederlande die höchste fetale Mortalitätsrate (7,4/1.000 Geburten) sowie nach Griechenland die höchste neonatale Mortalitätsrate (3,5/1.000 Lebendgeburten). In der Peristat-II-Studie (2010) hatten die Niederlande, nach Frankreich, die höchste fetale Mortalitätsrate (7,0/1.000 Geburten). Von allen westlichen europäischen Ländern hatten die Niederlande die höchste neonatale Sterblichkeitsrate (3,0/1.000 Lebendgeburten). Die perinatale Sterblichkeit sank zwar, aber langsamer als in anderen Ländern und die Sterblichkeitsrate ist im Vergleich zum europäischen Standard noch immer hoch (2006: 9,1/1.000 Geburten). Das Erasmus Medical Center ging im Auftrag der niederländischen Regierung den Ursachen nach und kam zu dem Schluss, dass die schlechten Ergebnisse wahrscheinlich auf Faktoren im Gesundheitswesen zurückzuführen sind: konservatives und wenig invasives Vorgehen bei der Behandlung von Frühgeborenen senkt deren Überlebenschancen; seltener werden pränatale Screenings durchgeführt und dadurch Fehlbildungen seltener entdeckt. Zudem gibt es mehr Schwangere in höherem Alter, eine höhere Anzahl Mehrlingsschwangerschaften sowie Mütter ethnischer Minderheiten. Ein Zusammenhang mit der hohen Rate an Hausgeburten wird in der Untersuchung nicht hergestellt.
Großbritannien: Die britische Birthplace in England Collaborative Group veröffentlichte im November 2011 die Ergebnisse ihrer Studie zum Geburtsort (bereits oben zitiert). Dabei zeigte sich bei 64.538 Frauen, die zwischen April 2008 und April 2010 von reifen Kindern entbunden wurden, kein Unterschied im Zustand der geborenen Kinder zwischen den Geburtsorten, wenn es sich um gesunde Mehrgebärende handelte. Bei Erstgebärenden war der kindliche Zustand jedoch schlechter. Die Autoren der Studie schlussfolgern, dass man Frauen mit geringen Risikofaktoren die freie Wahl des Geburtsortes überlassen kann und dass bei außerklinischen Geburten deutlich weniger Interventionen stattfinden. Das National Institute for Health and Care Excellence (NICE), das Richtlinien für das britische staatliche Gesundheitssystem (NHS) erstellt, änderte 2014 seine Richtlinien bezüglich der Empfehlung zum Geburtsort: Mehrgebärenden mit geringem Risiko sei darzulegen, dass eine Geburt zu Hause oder in von Hebammen geleiteten Einrichtungen besonders passend für sie sei; Erstgebärenden mit geringem Risiko rät man immerhin noch zu von Hebammen geleiteten Einrichtungen. Begründet wird die Empfehlung damit, dass deutlich weniger Interventionen zu erwarten sind als in klinischen Settings, sowie mehr vaginal beendete Geburten, während die Ergebnisqualität (Outcome) gleichwertig ist wie bei Klinikgeburten. Erstgebärenden, die eine Hausgeburt anstreben, solle dargelegt werden, dass es ein leicht erhöhtes Risiko für ein schlechteres Outcome beim Neugeborenen gibt. Die Frauen sollen unterstützt werden, eine informierte Wahl zu treffen; unterbreitete Informationen sollen auf Evidenz aus wissenschaftlichen Daten beruhen.
Vereinigte Staaten. Das American College of Obstetricians and Gynecologists empfiehlt keine Hausgeburten. Eine ältere Studie, die Haus- und Klinikgeburten unter gleichen Voraussetzungen vergleicht, stammt aus Nordamerika. Sie kommt zu dem Schluss, dass es aus Risikoerwägungen keinen signifikanten Unterschied zwischen beiden Geburtsvarianten gibt. Demgegenüber stehen Erhebungen des Staates Oregon aus dem Jahr 2012, die eine kindliche Mortalität von 4,8 auf 1000 geplante Hausgeburten im Vergleich zu 0,6 auf 1000 geplante Klinikgeburten ergab.

## Komplikations- und Notfallmanagement
Die Grenzen der hausgeburtlichen Betreuung bei Komplikationen und Notfällen sowie der Weg in die Klinik sind Bestandteil der geburtsvorbereitenden Gespräche zwischen Eltern und Hebamme. Die Handhabung, wann eine Hausgeburt abgebrochen wird, kann je nach Berufserfahrung der Hebamme und örtlichen Gegebenheiten variieren. Nicht jede Komplikation muss in eine Klinik verlegt werden. Viele Notfälle können außerklinisch versorgt bzw. von den Hebammen überbrückt werden, bevor in die Klinik verlegt wird: Hebammen führen zu Geburten stets Sauerstoffmaske (bei Atemnot), Notfallmedikamente (z. B. synthet. Oxytocin), Elektrolytlösung (bei leichtem Blutverlust der Mutter) und anderes mit; sie beherrschen Herzdruckmassage und Atemspende. Treten während des Verlaufs einer Hausgeburt Komplikationen auf, die klinisch behandelt werden müssen, erfolgt in der Regel die Verlegung in ein nahegelegenes Krankenhaus.
Laut der QUAG wurden 2012 11,2 % der Hausgeburten (16,6 % aller außerklinisch geplanten Geburten) während des Geburtsverlaufes in ein Krankenhaus verlegt. 92,4 % aller Verlegungen (auch Geburtshäuser) fanden ohne Eile, 73,1 % der Verlegungen mit dem eigenen PKW statt. Von den unter der Geburt verlegten Frauen bekommen 39 % einen Kaiserschnitt (das sind 6,6 % aller außerklinisch begonnenen Geburten). Bei 5,4 % Geburten mussten Mutter und/oder Kind nach der Geburt verlegt werden. Hauptgründe für eine Verlegung sind sehr lange Geburten/Geburtsstillstand und auffällige kindliche Herztöne.

## Sonstige Anmerkungen
1. ↑  Die Pressemitteilung des Erasmus Medical Centers vom 5. Juli 2010 dazu: „The preliminary conclusion is that the unfavorable European position is probably mainly caused by factors in the care system while the differences within the Netherlands and the larger cities are linked to large risk differences between groups on the basis of ethnicity, social deprivation and the neighborhood in which people live. A research agenda has been formulated based on this.“